# Peter Hessler
Peter Hessler (ur. 14 czerwca 1969 w USA) – amerykański pisarz i dziennikarz, autor książek i artykułów o Chinach. Publikował m.in. w „The New Yorker”, „National Geographic”, „The Wall Street Journal” i „The Boston Globe”. Laureat wielu literackich nagród, m.in. Nagrody im. Seiyu Kiriyamy, National Magazine Award.

## Wybrana twórczość
- 2001 – ang. River Town: Two Years on the Yangtze
- 2006 – Kości wróżebne: Podróż po przeszłości i teraźniejszości Chin[1] (ang. Oracle Bones: A Journey Between China's Past and Present) – wyd. pol.: 2009, Wydawnictwo Świat Książki; tłumaczenie Anna Maleszko
- 2010 – Przez drogi i bezdroża: Podróż po nowych Chinach[2][3] (ang. Country Driving: A Journey Through China from Farm to Factory) – wyd. pol.: 2013, Wydawnictwo Czarne; tłumaczenie Jakub Jedliński
- 2013 – Dziwne kamienie: Opowieści ze Wschodu i z Zachodu[4][5] (ang. Strange Stones: Dispatches from East and West) – wyd. pol.: 2015, Wydawnictwo Czarne; tłumaczenie Robert Pucek
- 2019 – Pogrzebana. Życie, śmierć i rewolucja w Egipcie (ang. The Buried: An Archaeology of the Egyptian Revolution[6]) – wyd. pol.: 2021, Wydawnictwo Czarne; tłumaczenie Hanna Jankowska[7]